# Mieke Claes
Mieke Claes (Sint-Truiden, 24 juni 1985) is een Belgisch Vlaams-nationalistisch politica voor de N-VA.

## Biografie
Mieke Claes behaalde in 2008 een bachelor in de voedings- en dieetkunde aan de Katholieke Hogeschool Leuven en ging in 2008 als diëtiste aan de slag in het Sint-Trudoziekenhuis in Sint-Truiden, waar ze van januari 2020 tot december 2022 diensthoofd voeding en diëtiek was.
Claes werd eveneens politiek actief voor de Vlaams-nationalistische N-VA en is voor deze partij sinds januari 2013 gemeenteraadslid van Sint-Truiden. In de gemeenteraad was ze van 2019 tot 2022 voorzitter van de N-VA-fractie en in november 2022 werd ze schepen in Sint-Truiden, waarbij ze bevoegd werd voor ruimtelijke ordening, wonen, onroerend erfgoed en dierenwelzijn. Na de gemeenteraadsverkiezingen van oktober 2024 bleef ze schepen, maar diende ze de bevoegdheid dierenwelzijn af te staan. Van 2012 tot 2018 was Claes tevens provincieraadslid van Limburg.
Bij de federale verkiezingen van mei 2019 stond Claes als tweede opvolger op de N-VA-lijst in de kieskring Limburg. Vanaf juni 2022 was ze effectief lid van de Kamer van volksvertegenwoordigers, waar ze Joy Donné opvolgde, die aangesteld was tot gedelegeerd bestuurder van Flanders Investment & Trade. Claes werd vast lid van de commissie Gezondheid en Gelijke Kansen, waar ze dossiers rond alcohol, tabak, obesitas, het beleid rond diëtisten en voedselveiligheid ging opvolgen. Ze zetelde tot aan de verkiezingen van juni 2024
Bij de Vlaamse verkiezingen van juni 2024 was Mieke Claes tweede opvolger in de kieskring Limburg. In oktober 2024 kwam ze effectief in het Vlaams Parlement terecht als opvolger van Vlaams minister Zuhal Demir. Ze werd er vast lid van de commissies Wonen, Toerisme, Energie en Klimaat en Brussel, Vlaamse Rand en Dierenwelzijn.